# Александер (Арканзас)
Александер (енгл. Alexander) град је у америчкој савезној држави Арканзас.

## Демографија
По попису из 2010. године број становника је 2.901, што је 2.287 (372,5%) становника више него 2000. године.
| Група             | 2000.       | 2010.         |
| Белци             | 422 (68,7%) | 1.875 (64,6%) |
| Афроамериканци    | 164 (26,7%) | 379 (13,1%)   |
| Азијати           | 6 (1,0%)    | 18 (0,6%)     |
| Хиспаноамериканци | 14 (2,3%)   | 563 (19,4%)   |
| Укупно            | 614         | 2.901         |